# Chironomus flavicans
Chironomus flavicans är en tvåvingeart som först beskrevs av Macquart 1850.  Chironomus flavicans ingår i släktet Chironomus och familjen fjädermyggor.
Artens utbredningsområde är Egypten. Inga underarter finns listade i Catalogue of Life.